# Stari Most

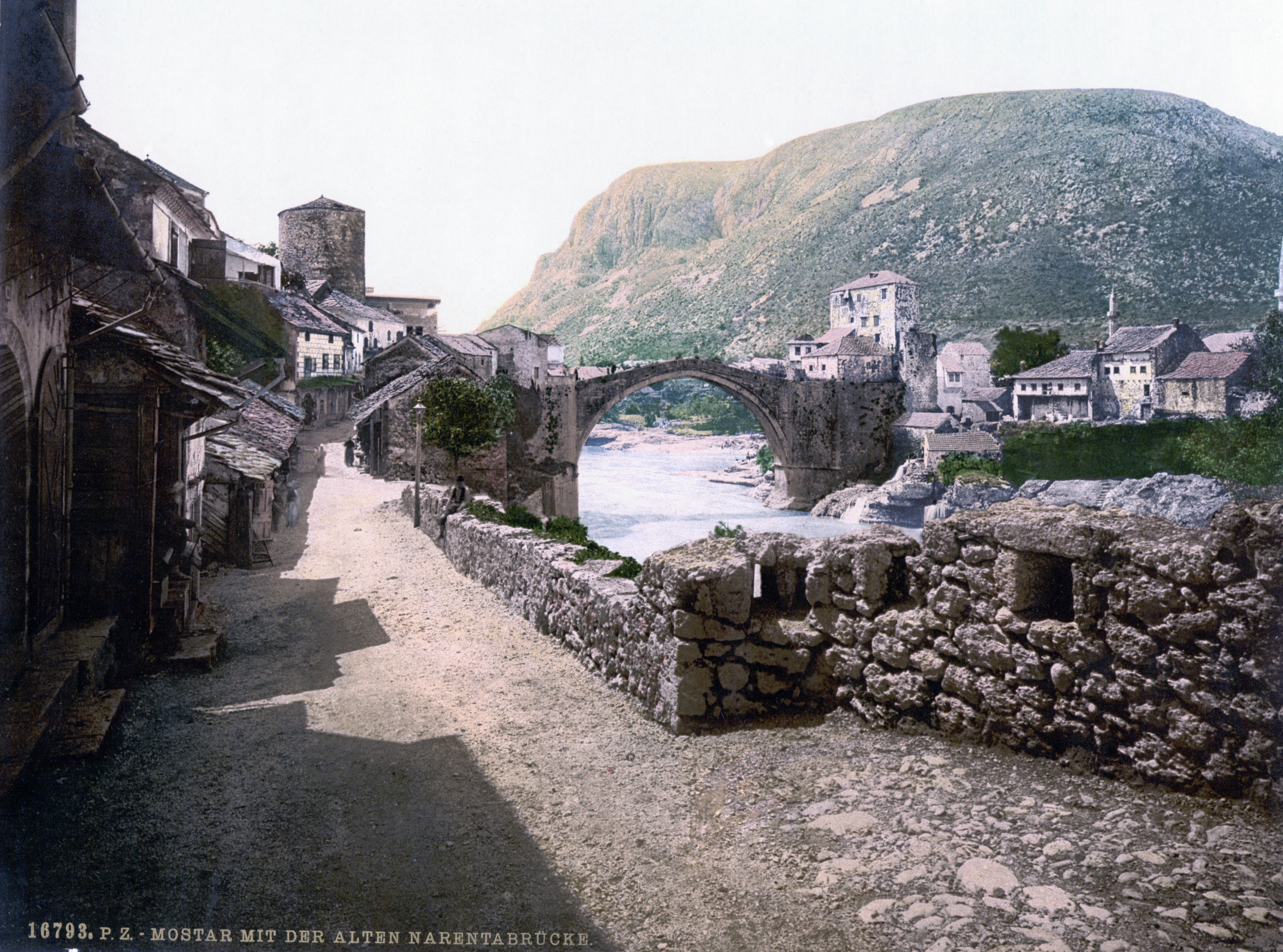
De originele brug rond 1900

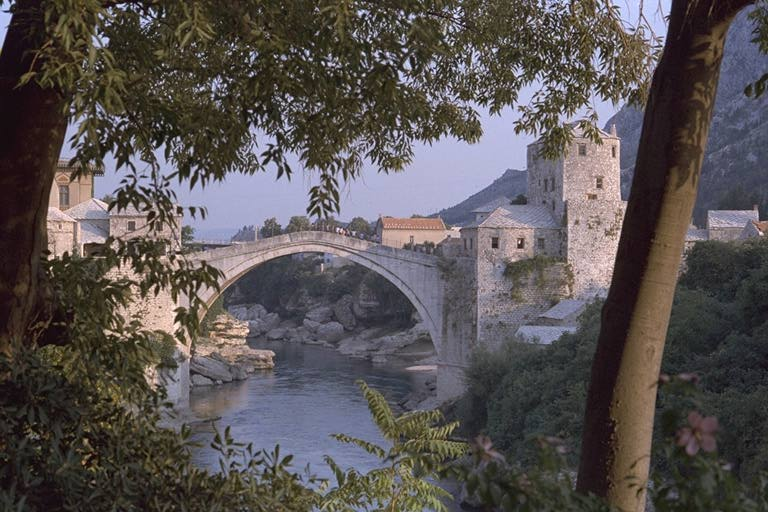
De originele brug in 1976

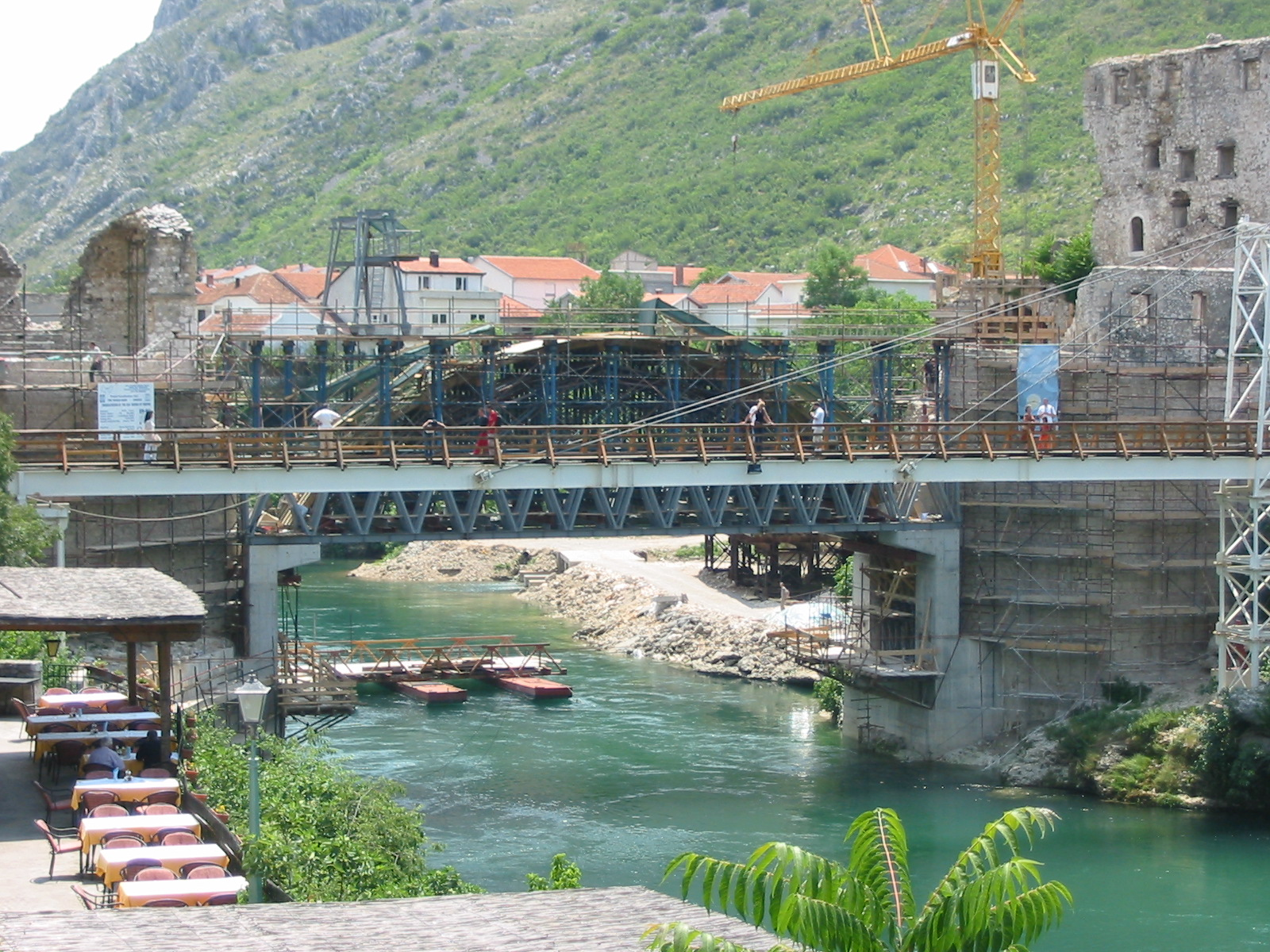
Noodbrug in 2003. Op de achtergrond wordt de Stari Most herbouwd

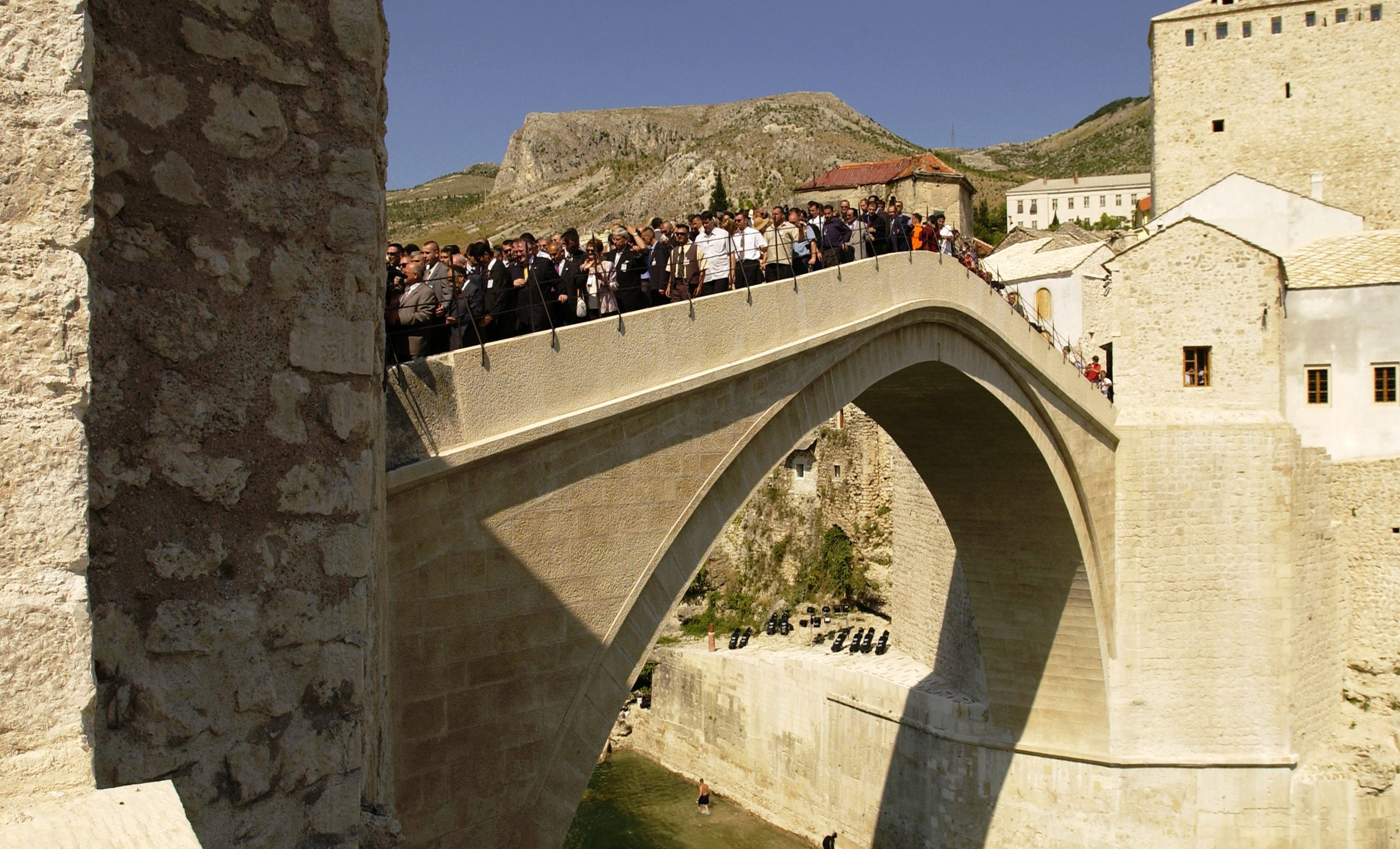
De gerestaureerde brug vlak na de opening in 2004

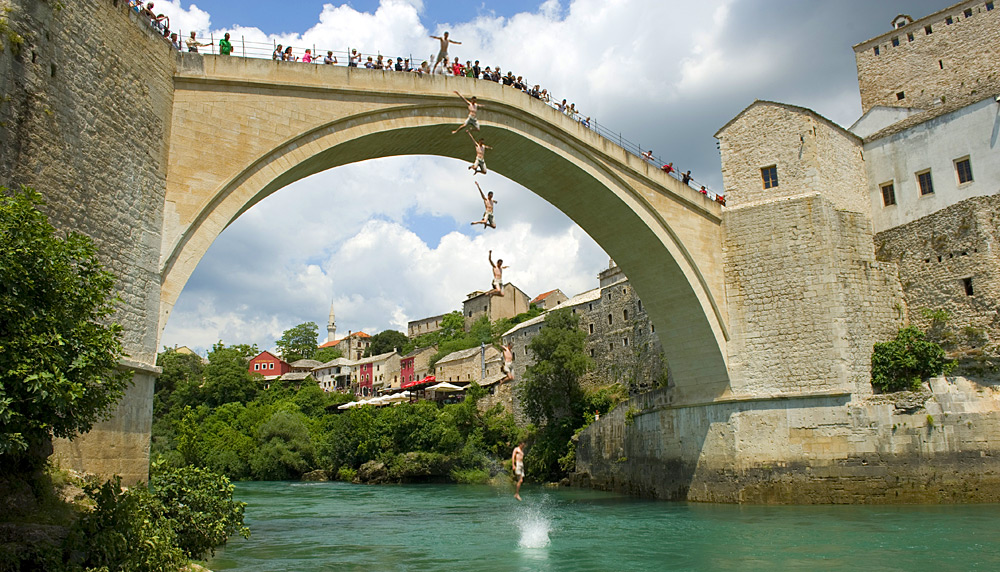
Een sprong van de Stari Most, 2009

Stari Most (Cyrillisch: Стари мост) (Oude Brug) is een brug over de rivier de Neretva, in Mostar, Bosnië en Herzegovina. De brug staat, als blikvanger van de binnenstad van Mostar, sinds 2005 op de Werelderfgoedlijst van de UNESCO.

## Beschrijving van de brug
De Stari Most heeft een ellipsvorm. Het middelpunt ligt 19 meter boven het water. De brug zelf is 28,7 meter lang en 4 meter breed. Op het smalste punt is deze 77 cm dik. In de constructie zijn holle ruimten aangebracht om het gewicht te verminderen. De boog van de brug begint pas zo'n zes meter boven het gemiddelde waterpeil omdat het water aan het eind van de winter wel vijf meter kan stijgen.
Zoals veel historische gebouwen in de stad is de brug opgebouwd uit tenelija, een kalksteensoort die in de buurt van Mostar wordt gewonnen. Aan beide kanten van de brug staat een toren. De toren aan de noordoostkant heet de Helebija, de toren aan de zuidwestkant heet de Tara. Samen worden deze de mostari genoemd.

## Geschiedenis
De stad Mostar werd gesticht in de 13e eeuw, en functioneerde dankzij de strategische ligging tussen de zee en het binnenland als handelscentrum van Herzegovina en omgeving. De enige brug over de rivier de Neretva was in Mostar. Dit was een houten brug, die regelmatig de geest gaf en opnieuw moest worden aangelegd.
In de 16e eeuw gaf sultan Süleyman de Grote van het Ottomaanse Rijk opdracht tot de bouw van een stenen brug in Mostar. Het werk aan deze brug begon omstreeks 1557 onder leiding van Mimar Hajrudin. De brug had waarschijnlijk de grootste boogconstructie die tot dan toe ooit in een brug was gebruikt. Het was dus een gewaagd project. Om de constructie te testen liet Hajrudin eerst een kleine versie van de brug bouwen over de zijrivier Radobolja. In 1566 (het laatste jaar van de heerschappij van Sulejman de Grote) werd het werk voltooid. In de loop der jaren werd de brug herhaaldelijk gerestaureerd en veranderd door opeenvolgende Ottomaanse heersers.
De brug, die na enige tijd de naam "Stari Most" ("Oude Brug") kreeg, had een enkele boog van 29 meter lang, die op een hoogte van 19 meter de Neretva overspande. De stenen brug trok veel bedrijvigheid in de regio aan. De stad Mostar groeide na het gereedkomen in snel tempo en de markten werden uitgebreid.
Op beide oevers stond een toren. De toren op de oostelijke oever (de "Hercegusa") werd na 1878, toen het gebied deel uitmaakte van Oostenrijk-Hongarije, gebruikt als munitie-opslagplaats. De toren op de westelijke oever (de "Halebinovka" of ook wel de "Celinova", naar de mensen die er renovaties aan uitvoerden) was gedeeltelijk een gevangenis en gedeeltelijk een uitkijktoren. De functie van uitkijktoren was noodzakelijk om de stad en de brug te beschermen tegen aanvallen van Venetiaanse krijgers. De functie als gevangenis werd uitgebuit om goedkope werkkrachten in te kunnen zetten voor herstelwerkzaamheden aan de brug.
Tijdens de Oostenrijks-Hongaarse periode werd de brug intensief gerestaureerd en verbeterd. De toegangswegen tot de brug werden verhoogd, zodat de brug beter bereikt kon worden.
Veel werkzaamheden die in die tijd werden uitgevoerd, zijn na de Tweede Wereldoorlog echter weer ongedaan gemaakt.
Gedurende de Tweede Wereldoorlog bestonden er plannen om de Stari Most te vernietigen. Dit plan is niet uitgevoerd, maar de brug liep tijdens de Tweede Wereldoorlog wel schade op.

### Vernietiging
In 1993 werd de brug verwoest tijdens de oorlog op de Balkan. In Mostar waren hevige gevechten uitgebroken tussen troepen van het Bosnische regeringsleger en de Bosnische Kroaten van de Kroatische Republiek Herceg-Bosna. Wie de brug vernietigd heeft, wordt betwist door sommige Kroaten. Veel historici beweren dat Kroatische milities, die meenden dat de brug door moslims werd gebruikt om troepen te bevoorraden, in november van 1993 in een paar uur tijd de brug hebben vernietigd, hetgeen destijds ook door een woordvoerder van de Bosnische Kroaten werd verklaard. Een (niet gepubliceerd) Kroatisch onderzoek, een mislukte poging de Kroatische generaal Slobodan Praljak, die voor de rechter stond voor oorlogsmisdaden en de vernietiging van de brug te exhonoreren met bewerkt en ingekort beeldmateriaal, trekt de conclusie dat de Stari Most niet vernietigd zou zijn door Kroatische milities, maar door een mijn die vanuit het moslimgedeelte van de stad geactiveerd zou zijn. Bewijs voor deze theorie ontbreekt echter. De brug was de twee dagen vooraf aan de instorting bestookt met Kroatische granaten en erg verzwakt.
Na de oorlog werd er een noodbrug aangelegd, die al snel weer functioneerde als spil van de stad Mostar. De stad was en is verdeeld in een Kroatisch deel in het westen en een Bosniak deel in het oosten. De brug is na de Bosnische oorlog geheel in het Bosniakken deel van de stad komen te liggen.

### Herbouw
De herbouw van de stenen brug nam in 2001 een aanvang onder supervisie van UNESCO. De renovatie heeft bijna 13 miljoen euro gekost. Dit geld werd bijeen gebracht door de Europese Unie, de Wereldbank, het cultuurfonds van de Aga Khan en de overheden van Nederland, Italië, Bosnië en Herzegovina, Kroatië en Turkije.
Voor de herbouw werd zo veel mogelijk gebruikgemaakt van de originele stenen die uit de rivier gehaald werden. Ook moesten de ingenieurs zich verdiepen in oude bouwmethoden om de nieuwe brug zo origineel mogelijk te reconstrueren.
Op 23 juli 2004 werd de brug feestelijk heropend.

## Symboolfunctie
De brug wordt sinds de oorlog vaak gezien als een symbolische verbintenis tussen de katholieke Kroaten, de Bosnische moslims en de oosters-orthodoxe Serviërs en is daarmee ook een symbool voor de eenheid van het land. De werkelijke verbintenis is echter nog niet gerealiseerd: Bosniakken en Kroaten leven apart in dezelfde stad en de Serviërs zijn grotendeels uit de stad verdwenen.
Het silhouet van de brug is verwerkt in het logo van de stad.
In Nederland worden de naam en, in het logo van de organisatie, het silhouet van de brug, gevoerd door de Nederlands-Bosnische organisatie Politiek Comité Stari Most, dat voortgekomen is uit het "Comité Voormalig Joegoslavië".

## Springwedstrijd
Al sinds de 17e eeuw is het traditie dat mannen uit de stad van de brug in de ijskoude Neretva springen. Sinds 1998 wordt er elk jaar een springwedstrijd georganiseerd.